# Première Division 2006/07 (Burkina Faso)
In 2006/07 werd het 45ste seizoen gespeeld van de Première Division, de hoogste voetbalklasse van Burkina Faso. Commune FC werd kampioen. Er werd besloten om het aantal clubs uit de hoofdstad Ouagadougou terug te brengen op vijf in de volgende jaren en die van Bobo-Dioulasso op drie, wat nu reeds het geval was. De laagste geklasseerde club uit Ouagadougou degradeerde dit seizoen ook, in dit geval Santos FC. 

## Eindstand
| Plaats | Club                       | Wed. | W  | G  | V  | Saldo | Ptn. |
| ------ | -------------------------- | ---- | -- | -- | -- | ----- | ---- |
| 1.     | Commune FC                 | 26   | 13 | 10 | 3  | 23:13 | 49   |
| 2.     | Étoile Filante Ouagadougou | 26   | 13 | 9  | 4  | 29:17 | 48   |
| 3.     | US des Forces Armées       | 26   | 10 | 12 | 4  | 30:15 | 42   |
| 4.     | US Ouagadougou             | 26   | 10 | 11 | 5  | 29:20 | 41   |
| 5.     | Racing Club de Bobo (B)    | 26   | 9  | 13 | 4  | 22:13 | 40   |
| 6.     | AS SONABEL                 | 26   | 9  | 9  | 8  | 22:22 | 36   |
| 7.     | AS Faso-Yennenga           | 26   | 9  | 8  | 9  | 22:14 | 35   |
| 8.     | Rail Club du Kadiogo       | 26   | 8  | 11 | 7  | 21:14 | 35   |
| 9.     | AS Fonctionnaires          | 26   | 9  | 7  | 10 | 25:29 | 34   |
| 10.    | Santos FC                  | 26   | 7  | 12 | 7  | 22:17 | 33   |
| 11.    | US Yatenga Ouahigouya      | 26   | 7  | 9  | 10 | 16:19 | 30   |
| 12.    | US Comoé de Banfora        | 26   | 4  | 10 | 12 | 10:31 | 22   |
| 13.    | Bobo Sport (P)             | 26   | 2  | 12 | 12 | 14:33 | 18   |
| 14.    | ASEC Koudougou             | 26   | 2  | 17 | 7  | 8:36  | 13   |

|     | Kampioen, geplaatst voor CAF Champions League 2008 |
|     | Degradatie-eindronde                               |
|     | Degradatie naar de Deuxième Division               |
| (B) | Bekerwinnaar                                       |
| (P) | Promovendus uit de Deuxième Division               |

### Degradatie Play-off
| Team #1    | Uitslag | Team #2               | 1e wed | 2e wed |
| ---------- | ------- | --------------------- | ------ | ------ |
| Bobo Sport | 2 - 0   | USFRAN Bobo-Dioulasso | 1 - 0  | 1 - 0  |

## Internationale wedstrijden
CAF Champions League 2008
| Team #1          | Uitslag | Team #2    | 1e wed | 2e wed |
| ---------------- | ------- | ---------- | ------ | ------ |
| AS Douanes Dakar | 3 - 2   | Commune FC | 0 - 0  | 3 - 2  |